# Lisa Miskovsky
Lisa Miskovsky (Lisa Maria Miskovsky Sommer, 9 de marzo de 1975, Obbola, Umeå, Suecia) es una compositora y cantante pop sueca.

## Biografía
Nació en la localidad de Obbola, cercana a la ciudad de Umeå, hija de un padre checo y madre finlandesa. Tiene dos hermanas, Nina, y Carolina, también cantante. 
Vivió su infancia en la ciudad de Vännfors y estudió en el cercano pueblo de Vännäsby hasta 7 grado. Se trasladó entonces a la ciudad de Umeå para seguir y terminar sus estudios en el colegio Grubbeskolan. Estudió música en la ciudad de Piteå.
Su debut musical fue con el álbum Lisa Miskovsky el 25 de abril de 2001, por el que fue premiada al año siguiente con dos premios Rockbjörnen, en las categorías Debutante del año y Cantante femenina del año. 
Su segundo álbum Fallingwater fue publicado en octubre de 2003. El álbum fue producido por el músico Joakim Berg de la banda Kent. Por este álbum compartió el premio a la Cantante femenina del año en la celebración del premio Grammy 2004. Su música es frecuentemente producida por Joakim Berg y Simon Nordberg. 
El éxito del álbum fue en gran medida debido a dos de sus canciones Lady Stardust y Sing To Me. Lady Stardust fue también un éxito radial en países como Alemania y el Reino Unido.
Su tercer álbum Changes fue publicado el 30 de agosto de 2006, y contó con la participación de Joakim Berg y Sami Sirviö.
Un álbum remix titulado Still Alive - The Remixes fue lanzado el 11 de noviembre de 2008, coincidiendo con la fecha de lanzamiento en Estados Unidos del videojuego producido en Suecia Mirror's Edge. La canción Still Alive incluida en el álbum, fue compuesta e interpretada por Lisa.
Aparte de componer, Lisa también escribe textos para otros artistas, tales como Backstreet Boys, para quienes escribió Shape of My Heart, junto a Max Martin y Rami.
También contribuyó en 2006 con su voz, en el álbum de la banda In Flames, Come Clarity en la canción Dead End. En el DVD de la banda, su voz es sincronizada por un robusto actor.

## Vida privada
Entre sus hobbys favoritos está la práctica del snowboard, en el cual llegó incluso a participar en el equipo nacional sueco, el hockey sobre hielo y el surf.
Está casada con el deportista noruego Marius Sommer, con quien tiene una hija nacida el 2007.
En 2006 recibió la distinción Olof Högbergplaketten de la institución Norrlandsförbundet por su destacado aporte cultural musical.

## Discografía

### Álbumes
- 2001: Lisa Miskovsky
- 2003: Fallingwater
- 2006: Changes
- 2010: Violent Sky
- 2013: Umeå

### Sencillos
| Año  | Título                      | Álbum                            | Mejores posiciones |
| Año  | Título                      | Álbum                            | SUE                |
| ---- | --------------------------- | -------------------------------- | ------------------ |
| 2001 | "Driving One of Your Cars"  | Lisa Miskovsky                   | 14                 |
| 2001 | "What If"                   | Lisa Miskovsky                   | 41                 |
| 2002 | "Quietly"                   | Lisa Miskovsky                   | —                  |
| 2003 | "Lady Stardust"             | Fallingwater                     | 6                  |
| 2004 | "Sing to Me"                | Fallingwater                     | 26                 |
| 2004 | "Brand New Day"             | Fallingwater                     | 59                 |
| 2006 | "Mary"                      | Changes                          | 17                 |
| 2006 | "Sweet Misery"              | Changes                          | 53                 |
| 2006 | "Acceptable Losses"         | Changes                          | —                  |
| 2008 | "Another Shape of My Heart" | Last Year's Songs: Greatest Hits | 45                 |
| 2008 | "Still Alive"               | Mirror's Edge                    | 29                 |
| 2010 | "Lover"                     | Violent Sky                      | 59                 |
| 2011 | "Got A Friend"              | Violent Sky                      | —                  |
| 2012 | "Why Start A Fire"          | Sencillo sin álbum               | 15                 |
| 2012 | "Wild Winds"                | Wild Winds                       | —                  |

### Otros
- 2000 Película Nunca ocurre lo que uno espera (contribución con la canción Pärlor av plast en la banda sonora)
- 2005 Canción Max 500, álbum de Kent (contribución con la canción Välgärningar & illdåd)
- 2006 Álbum Come Clarity de In flames (contribución en la canción Dead End)
- 2007 To know him is to love him, Lisa canta en dueto con Jill Johnson
- 2008 Álbum Last Year's Songs - Greatest Hits, que incluye la versión original Another Shape of My Heart, luego conocida como Shape of My Heart. El texto fue cambiado cuando la banda Backstreet Boys grabó la canción.
- 2008 - Still Alive (Tema para el videojuego Mirror's Edge) # 8 UK tabla Indie, # 96 listas del Reino Unido , # 23 Billboard Hot Dance Club Play
- 2013 Coescribe los temas 'Comfort You' y 'Home' este último lo interpreta a Dueto con la cantautora noruega Marion Raven para el segundo álbum de Raven Songs from a Blackbird